# 镇洋县
镇洋县是清代江苏省太仓直隶州所辖的一个县。

## 历史
雍正二年（1724年），由于太仓直隶州人口、赋税繁多，因而分出其北部设立镇洋县，县治设在州城内，仍隶属于太仓直隶州管辖。1912年（民国元年）撤废镇洋县，并入太仓县。
镇洋县下设甘草巡司，位于今太仓市浮桥镇时思村。